# Ebergard
Ebergard (en rus: Эберга́рд) és un poble del krai de Primórie, a l'Extrem Orient de Rússia, que en el cens del 2010 tenia 27 habitants. Pertany al districte rural de Dalnerétxenski.